# 天主教雅加达总教区
天主教雅加達總教區（拉丁語：Archidioecesis Giakartana）是印度尼西亞一個羅馬天主教總教區，也是該國十個總教區之一，範圍包括雅加達、萬丹省的丹格朗縣市和西爪哇省的貝加西市縣。下轄萬隆和茂物兩個教區。
2002年有教友411,036人、53個堂區、277名司鐸。現任總主教為伊纳休斯·苏哈约·海德约阿莫迪约，榮休總主教為儒利烏·達曼特馬德樞機SJ。
1826年自波旁監牧區設巴達維亞監牧區，1841年4月23日升為代牧區。1961年1月3日升為總教區。